# 광일운수
광일운수 주식회사(光一運輸 株式會社)는 서울특별시의 마을버스 회사이며, 사무실과 차고지는 서울특별시 서초구 남부순환로294길 29 (방배동)에 있다. 계열사로는 서울특별시 강남구 마을버스 업체인 포이운수가 있다.

## 운행 노선
- ● 서초05번: 정금마을 앞 ↔ 방배고개 (구 서초마을 03번)
- ● 서초06번: 정금마을 앞 ↔ 동덕여자고등학교 (구 서초마을 03-2번)
- ● 서초16번: 정금마을 앞 ↔ 방배역 (구 서초마을 03-1번)
- ● 서초17번: 사당역 ↔ 서초구청 (구 서초마을 03-5번)

## 역사
다연상운은 2004년 8월 20일 부생운수(구 방배운수)에서 분리된 회사이다.
방배동 안쪽동네, 즉 내방역 부근동네는 부생운수가 계속 운행하고 있고, 나머지 부분은 다연상운이 운행하고 있다.
2010년 광일종합건설에 인수되면서 회사 이름이 광일운수로 변경되었다.

## 주요 차량
- 자일대우버스: 레스타
- 현대자동차: 뉴 카운티, 그린시티, 일렉시티 타운